# Mohamadou Diallo
Pour les articles homonymes, voir Diallo.
Mohamadou Diallo est un journaliste sénégalais. Il est le fondateur et directeur général de Cio Mag, un magazine africain consacré au secteur de l'IT. Cio Mag est édité et diffusé dans une vingtaine de pays d'Afrique.
Auparavant journaliste pour Les Echos, puis directeur de la rédaction du magazine mensuel Réseau Télécom Network.
Mohamadou Diallo organise régulièrement des forums destinés aux professionnels de l'IT en Afrique et en Europe, les ATDA (Assises de la transformation digitale en Afrique ) et le Digital African Tour.

## Biographie
Mohamadou Diallo est titulaire d'un diplôme d’études approfondies en sciences de l’information et de la communication de l’université Paris VII Denis Diderot, un diplôme de l’Institut supérieur européen de gestion de Paris et un diplôme universitaire de technologies UIT Paris-Sud.

### Télécoms
Mohamadou Diallo dirigeait, depuis 2005, la rédaction du magazine Réseau Télécom Network. Début 2011, lorsque l’éditeur du magazine, SAFEP Communication, confie la rédaction de son titre à l’agence Ecofin, Mohamadou Diallo rejoint cette agence pour couvrir, avec Alain Just Coly, l’actualité du secteur télécom africain,.
Auparavant, de 1999 à 2005, il a collaboré dans La Lettre des télécommunications, à Paris, pour le groupe Les Échos où il s’est spécialisé dans le management des systèmes d'information avec des enquêtes auprès des directeurs informatiques et des professionnels des TIC en France et en Europe. Il a également publié plusieurs articles dans la rubrique management des systèmes d’informations, télécoms et réseaux pour le quotidien français des affaires.

### Informatique
Mohamadou Diallo est le fondateur du réseau AfroCio et du magazine Cio Mag. À son actif, il est à l'origine de la création plusieurs associations de DSI (directeurs des systèmes d'information), en vue de favoriser l’échange et le partage des connaissances. Plusieurs associations nationales ont été créées (Sénégal, Côte d’Ivoire, Algérie, Tunisie, Cameroun, Burkina Faso, Congo, RDC, La Réunion etc) et un rendez-vous annuel est désormais institué dans chacun des pays.
Depuis plus d'une décennie, il organise les Assises de la Transformation Digitale en Afrique, les ATDA. Un rendez-vous annuel en alternance entre l'Europe et l'Afrique.
Mohamadou Diallo a également fondé en février 2007 le magazine CioMag dont il est directeur de la publication.
Ses articles spécialisés ont déjà été publiés dans Les Echos, Le Nouvel Economiste, Zdnet, News.fr, Jeune Afrique.
Il tient une rubrique mensuelle sur l’informatique bancaire et la monétique dans le journal Les Afriques,,.
En 2023, il s'associe avec Gitex Africa à Marrakech pour organiser les African Cio Awards pour; Accueil  
- Reconnaître et récompenser l'excellence dans le domaine des technologies de l'information en Afrique.
- Mettre en lumière et valoriser les meilleures innovations dans les entreprises, les administrations publiques et les collectivités territoriales.
- Créer de l’émulation dans les projets de modernisation, grâce à la digitalisation comme facteur de compétitivité opérationnelle, d’inclusion sociale pour les administrations mais aussi de gouvernance participative pour les collectivités.

Enfin, Mohamadou DIALLO, Organise chaque des sessions de Learning Expédition en Californie sur la Silicon Valley en partenariat avec l'Université de Californienne de Berkeley et encore avec Plug And Play, l'accélérateur américain.